# Manny Harris
Corperryale L'Adorable "Manny" Harris (Detroit, Míchigan, 21 de septiembre de 1989) es un jugador de baloncesto estadounidense que pertenece a la plantilla del Al Riyadi Beirut de la Liga Libanesa de Baloncesto. Con 1,96 metros de estatura, juega en la posición de escolta.

## Trayectoria deportiva

### Universidad
Jugó durante tres temporadas con los Wolverines de la Universidad de Míchigan, en las que promedió 17,0 puntos, 5,7 rebotes y 3,7 asistencias por partido.
En su primera temporada lideró a su equipo en anotación(16,4), asistencias (2,8), robos de balón (1,5), minutos jugados (32,9) y porcentaje de tiros libres (82,0%), siendo incluido en el mejor quinteto de novatos y en el segundo absoluto de la Big Ten Conference. Su destacada actuación le valió una convocatoria de la organización Athletes in Action para representar a los Estados Unidos en la Copa William Jones de Taiwán de 2008. Ese equipo -integrado también por Da'Sean Butler, Jamel McLean y Ben Woodside- se consagró campeón del torneo.
La temporada sophomore la inició logrando su récord de anotación en un partido, consiguiendo 30 puntos ante Michigan Tech. Promedió 16,8 puntos, 6,7 rebotes y 4,3 asistencias por partido, siendo elegido tanto por los entrenadores como por la prensa especializada en el mejor quinteto de la Big Ten.
Su temporada junior la inició nuevamente de forma espectacular, logrando el segundo triple-doble de la historia de la universidad (Gary Grant logró el primero) ante Northern Michigan, de la División II de la NCAA, logrando 18 puntos, 13 rebotes y 10 asistencias. Acabó la temporada promediando 18,1 puntos, 6,0 rebotes y 4,0 asistencias por partido, siendo incluido en el tercer mejor quinteto de la conferencia. Se unió a Jalen Rose y Mike McGee como uno de los tres únicos Wolverines en lograr más de 1.600 puntos en un periodo de tres temporadas, declarándose elegible para el Draft de la NBA.

### Profesional
Tras no ser elegido en el Draft de la NBA de 2010, en el mes de septiembre firmó contrato con los Cleveland Cavaliers. Debutó en el segundo partido de la temporada, ante Toronto Raptors, logrando 8 puntos, y anotando 2 de 2 triples. Su primer partido como titular lo jugó el 22 de diciembre de 2010, aprovechando que el titular Mo Williams estaba convaleciente de una lesión y ocupando el puesto por sorpresa por delante de Ramon Sessions. Acabó la temporada disputando 54 partidos, 15 de ellos como titular, promediando 5,9 puntos y 2,6 rebotes por partido.
Antes del comienzo de la temporada 2011-12 fue despedido. Una semana más tarde fichó por los Canton Charge de la NBA D-League, que a pesar de ser un equipo afiliado de los Cavs, éstos no poseían los derechos en exclusiva sobre Harris. el 21 de febrero de 2012 los Cavaliers anuncian que contratan a Harris por 10 días, siendo renovado finalmente hasta el final de la temporada.
En 2015, llegó al basket turco (concretamente al Turk Telekom) con la temporada comenzada para liderar al equipo de Ankara en ataque. Firma unas anotaciones por encima de los 20 puntos en la BSL, concretamente 20.5 puntos, 6 rebotes y 2.1 asistencias por encuentro.
El 25 de agosto de 2021, firma por el AEK de la A1 Ethniki, proveniente del Al-Ahli Manama de Baréin. Sin embargo el 3 de octubre de ese año el jugador dejó el club griego, luego de haber disputado algunos partidos de pretemporada pero ninguno de un torneo oficial. 
Tras jugar en Taiwán y Kuwait, Harris regresó al Hapoel Holon de la Ligat ha'Al de Israel en marzo de 2023. Al mes siguiente pasó a reforzar al Merkezefendi Denizli de la Basketbol Süper Ligi de Turquía en el tramo final de la temporada 2022-23.
El 30 de agosto de 2023 se anunció su incorporación al Al-Ittihad Alejandría de Egipto, lo que lo habilitó para actuar en el Campeonato de Clubes Árabes en Doha durante el mes de octubre. Culminada la competición, fue contratado por el Al Riyadi Beirut para participar del torneo local y de los torneos internacionales que el club disputaría esa temporada. El aporte de Harris fue fundamental para que su equipo conquistase tanto el título de la temporada 2023-24 de la Liga Libanesa de Baloncesto, como también la West Asia Super League y la Basketball Champions League Asia de 2024.

## Estadísticas de su carrera en la NBA

### Temporada regular
| Año     | Equipo      | PJ | PT | MPP  | %TC  | %3P  | %TL  | RPP | APP | ROB | TPP | PPP |
| ------- | ----------- | -- | -- | ---- | ---- | ---- | ---- | --- | --- | --- | --- | --- |
| 2010-11 | Cleveland   | 54 | 15 | 17.3 | .374 | .370 | .763 | 2.6 | 1.6 | .6  | .1  | 5.9 |
| 2011-12 | Cleveland   | 26 | 5  | 17.5 | .400 | .333 | .695 | 2.7 | 1.2 | .5  | .2  | 6.7 |
| 2013-14 | L.A. Lakers | 9  | 0  | 20.0 | .400 | .350 | .833 | 3.8 | 1.2 | .4  | .1  | 8.1 |
| 2016-17 | Dallas      | 4  | 0  | 6.3  | .200 | .000 | .500 | 2.3 | .5  | .0  | .0  | 2.0 |
| Total   | Total       | 93 | 20 | 17.1 | .380 | .353 | .738 | 2.7 | 1.4 | .5  | .2  | 6.2 |

## Vida personal
Hijo de Merrick (Harris-Carter) y James Carter, su nombre, Corperryale, es una combinación de los nombres de su primo (Corrine), un tío (Perry) y el "ale" de sus inmediatos hermanos Janelle, Jerrelle y Al. Tiene un total de 9 hermanos y hermanas. Su apodo, "Manny", se lo puso su padre, por el personaje de Manny Ribera en la película Scarface.